# Liste der Monuments historiques in Bernay-Vilbert
Die Liste der Monuments historiques in Bernay-Vilbert führt die Monuments historiques in der französischen Gemeinde Bernay-Vilbert auf.

## Liste der Bauwerke
| Bezeichnung      | Beschreibung              | Standort      | Kennzeichnung | Schutzstatus   | Datum     | Bild           |
| ---------------- | ------------------------- | ------------- | ------------- | -------------- | --------- | -------------- |
| Kirche St-Pierre | Erbaut im 12. Jahrhundert | Bernay (Lage) | PA00086815    | Classé Inscrit | 1914 2009 | weitere Bilder |

## Liste der Objekte

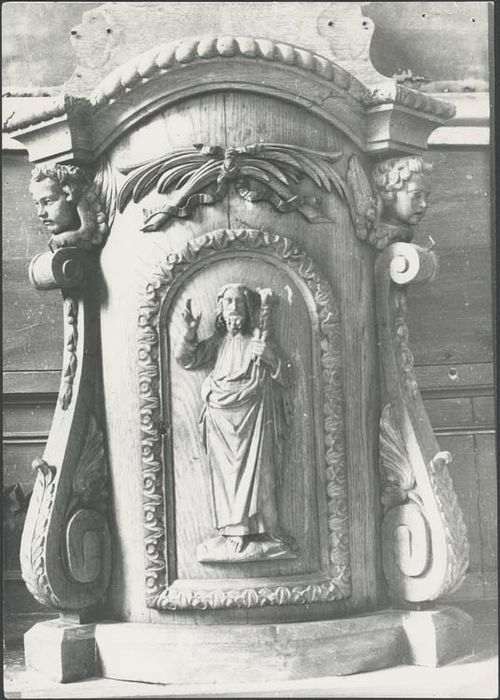
Tabernakel des Hauptaltars (um 1800) in der Kirche Notre-Dame-de-l'Assomption in Vilbert

- Monuments historiques (Objekte) in Bernay-Vilbert in der Base Palissy des französischen Kultusministeriums

Siehe auch: Taufbecken St-Pierre (Bernay)